# 24-та авиационна база
Двадесет и четвърта авиационна база Крумово е военно съединение на военновъздушните сили на Република България. Основната част на съединението е базирана във военната част на летище Пловдив – Крумово (бившата 24-та Вертолетна авиобаза Крумово), а Транспортната авиогрупа е базирана във военната част на международното летище София – Враждебна (бившата 16-а Транспортна авиобаза Враждебна).

## Кратка история
Авиобазата е наследник на Четиридесет и четвърти вертолетен авиополк, създаден през 1961 г. През 1994 г. полка е преименуван на 24-та вертолетна авиобаза. На 1 юли 2012 г. със заповед ОХ-01/31 януари 2012 г. на Министъра на отбраната двадесет и четвърта вертолетна авиобаза и шестнадесета транспортна авиобаза се обединяват в 24-та авиационна база. Авиопарка на базата се състои от вертолетите Ми-17, Ми-24, както и от вертолетите Bell 206 (доставени 1999 г.), AS 532 AL Cougar (приети на въоръжение през 2006 г.), както и самолетите C-27J Spartan, Pilatus PC-12, Антонов Ан-30 и Антонов Ан-2.

## История
През есента на 1961 г. на летище Пловдив е сформиран първият вертолетен авиационен полк в България – 44 ВАП, който е включен в състава на 10 Смесен авиационен корпус. На 27 октомври 1961 г. официално е връчено бойното знаме на полка. Тази дата се чества като празник на новосъздаденото авиационно поделение. До 1963 г. в състава на полка са получени общо 49 вертолета Ми-4 и 8 вертолета Ми-1.
В края на 1963 г. полкът започва да усвоява редица нови задачи: стоварване на тактически въздушни десанти, полети в големи групи, кацане на високопланински площадки, полети в облаци, денем и нощем, поставяне на минни заграждения, кацане в режим на авторотация на носещото витло с изключен двигател, стрелба с бордово оръжие и др. Наред с военните задачи, полкът изпълнява и много задачи в услуга на граждански ведомства – предимно аварийно-спасителни.
С непрекъснатото усложняване на изпълняваните задачи, се повишава и опита на летателния и техническия състав. Това дава възможност за участие на 44 ВАП при провеждане на големи учения с международно участие.
Голяма част от състава се включва в изпълнение на специални задачи за оказване на спешна медицинска и битово-продоволствена помощ на бедстващото население на страната, особено в труднодостъпните планински райони през зимата.
От 1969 г. започва усвояването на вертолет Ми-8. Той е вертолет второ поколение с два турбовитлови двигателя с големи възможности във военно отношение. Използва се особено активно като строително-монтажно средство на обекти намиращи се на труднодостъпни високопланински терени.
От месец август 1973 г. на въоръжение в авиополка е вертолет Ми-2, който е лек свързочен вертолет, превозващ 6 пътника, съоръжен с два турбовитлови двигателя. Този вертолет се използва за въздушно радиационно и въздушно инженерно разузнаване, коригиране на огъня на земната артилерия и като въздушен команден пункт.
През 1978 г. полкът е въоръжен с първите бойни вертолети Ми-24 – трето поколение с мощно въоръжение и огромни огневи възможности, предназначени за близка въздушна поддръжка на Сухопътни войски и унищожаване на малоразмерни, бронирани, земни и морски цели.
С разширяването на гр. Пловдив става необходимо пребазирането на авиополка от летище Пловдив на летище Крумово, което се извършва на 17 юни 1980 г.
През 1983 г. вертолетите Ми-24 са пребазирани на летище Стара Загора и от месец септември 2000 г. са отново в състава на 24 Вертолетна авиобаза.
На 2 октомври 1983 г. на летището каца първия вертолет Ми-17, с което започва превъоръжаването на авиополка с този тип вертолети. Ми-17 е един мощен, с големи възможности по товароподемност, скорост и височина вертолет, летящ във всякакви метеорологични условия.
Той успешно се използва за изпълнението на различни по вид задачи, една от които е гасенето на пожари с помощта на монтираната във вертолета противопожарна установка.
В горещото лято на 2000 година, когато големи пожари обхващат цялата територия на страната вертолетите Ми-17 на 24 ВАБ са последното надеждно средство за спасяване на населението и българската природа от това бедствие. В периода юли-септември същата година са хвърлени хиляди тонове вода за потушаване на пожарите на територията на Пловдивска, Кърджалийска, Хасковска, Ямболска и Старозагорска области, в народните паркове Рила и Централен Балкан, Вакарел. и др. райони.
Във връзка с извършващата се реформа на ВВС, с цел усъвършенстване на тяхната структура, на 13 септември 1994 г. 44 ВАП се реорганизира в 24 Вертолетна авиационна база. За първи път в историята на авиацията в България в началото на 1999 г. група летци и инженери преминават курс за усвояване на вертолет БЕЛ-206 Jet Ranger в САЩ. Първите вертолети БЕЛ-206 са приети на въоръжение в 24 Вертолетна авиационна база на 19 юли 1999 г. Тези вертолети представляват първата американска авиационна техника, предоставена за нуждите на Българската армия. В 24 Вертолетна авиационна база вертолетите БЕЛ-206 се използват за обучение на летателния състав и за медицинска евакуация на пострадали хора, както и за въздушно разузнаване.
През 2000 г. летци и инженери от авиобазата преминават подготовка в САЩ за експлоатацията на по-модерния вертолет БЕЛ-430.
Понастоящем авиобазата разполага с 5 типа авиационна техника: вертолети Cougar, вертолети Ми-24, Ми-17, БЕЛ-206 Jet Ranger и БЕЛ-430.
С тази авиационна техника личния състав на авиобазата е подготвен за изпълнение на следните задачи:
-Непосредствена огнева поддръжка;
-Полети за аварийно-спасителна работа, търсене и евакуация на хора, търпящи бедствия независимо от мястото – на територията на страната и извън нея;
-Готовност за участие в мироопазващи операции;
-Участие в хуманитарни операции;
-Участие в гасене на пожари на територията на страната или извън нея;
-Участие в ликвидиране на последствията от природни бедствия и крупни промишлени аварии.
Летателния състав от авиобазата участва в международни учения /операции, някои от които са:
-Олимпия 97 – Гърция
-Кооператив Кий 98 – Турция
-Кооператив Парнтър 98 – Румъния
-Кооператив Партнър 99 – България
-Кооператив Кий 2000 – Румъния
-Синия Дунав 2000 – България и Румъния
-Кооператив Кий 2001 – България
-Кооператив Кий 2002 – Франция
-Самотна котка 2002 – България
-Bulgarian express 2002
-Хуманитарна мисия в Турция след земетресението през ноември 1999 г.
-Мисия в Македония 2000 г. за гасене на пожари
В историята на поделението стотици са случаите на хора изпаднали в беда и спасени след успешно изпълнени аварийно-спасителни задачи от летателните екипажи на 44 ВАП и 24 ВАБ
През 1992 г. на летище Крумово за първи път в България се провежда авиошоу на демонстрационна група от САЩ – „СИНИТЕ АНГЕЛИ“. Началото на този въздушен празник е поставено с демонстрационен полет с вертолети от 44 ВАП.
Авиобазата е домакин на международния авиофестивал БИАФ през 1997 и 1999 г., както и на авиошоу на демонстрационната група от САЩ „БУРЕВЕСТНИЦИ“ през 1996 г. Крумово посрещна и шоуто посветено на 100 години българска авиация проведено на 3 и 4 септември т.г.
24 Авиобаза взема участие в изпълнението на всички цели за партньорство, възложени на ВВС на България. Работни посещения в авиобазата са извършвали военнослужещи от всички страни-членки на НАТО. Днес личният състав на авиобаза Крумово изпълнява успешно плановете и програмите за достигане на всички необходими стандарти за оперативна съвместимост със страните-членки на Алианса.

## Наименования
През годините формированието носи различни имена според претърпените реорганизации:
- 44-ти вертолетен авиационен полк (27 октомври 1961 – 1994)
- 24-та авиационна база (от 1994 г.)
- 24-та вертолетна авиационна база (до 1 юли 2012 г.)
- 24-та авиационна база (от 1 юли 2012 г.)

## Командири
- Полковник Илия Трифонов Иванов (1992 – 1995)
- Полковник Васил Иванов Иванов (1995 – 1999)
- Бригаден генерал Динко Иванов (1999 – 25 април 2003)
- Бригаден генерал Стефан Петров (25 април 2003 – 30 юли 2010)
- Полковник (бриг. ген. от 2011) Златко Златев (30 юли 2010 – 21 февруари 2015)
- Бригаден генерал Петьо Мирчев (21 февруари 2015 – 10 ноември 2016)
- Бригаден генерал Димитър Иванов (10 ноември 2016 – 12 септември 2024)
- Бригаден генерал Димитър Павлов (от 12 септември 2024)